# Parasmittina avicularissima
Parasmittina avicularissima är en mossdjursart som beskrevs av Gontar 1982. Parasmittina avicularissima ingår i släktet Parasmittina och familjen Smittinidae. Inga underarter finns listade i Catalogue of Life.